# Fabrizio Bernardi
Fabrizio Bernardi, né le 9 avril 1972  à Pomezia, dans la province de Rome, est un astronome italien.
Il ne doit pas être confondu avec son homonyme, le sociologue italien, professeur d'université à l'Institut universitaire européen de Badia Fiesolana.

## Biographie
Fabrizio Bernardi est diplômé de l'université de Padoue en 1999 et, en 2003, il a obtenu un doctorat de l'université de Rome « Tor Vergata ». Il a travaillé à l'Université d'Hawaï[Quand ?] et travaille actuellement[Quand ?] à l'Institut IASF (Institut national d'astrophysique) et au département de mathématiques de l'Université de Pise.
Il est membre de l'Union astronomique internationale.
Il est marié à l'astronome roumaine Ana Maria Teodorescu, en l'honneur de qui il a baptisé l'astéroïde (65001) Teodorescu.

## Découvertes
D'après le Centre des planètes mineures, Fabrizio Bernardi a découvert ou co-découvert vingt astéroïdes entre 2002 et 2008, parmi eux l'un des plus remarquables est (99942) Apophis, co-découvert avec Roy A. Tucker et David J. Tholen. Il a également découvert le transneptunien (413666) 2005 VJ119 ainsi qu'une comète périodique, la comète 268P/Bernardi.
| (65001) Teodorescu[1]                                                                                      | 9 janvier 2002   |
| (78123) Dimare[1]                                                                                          | 10 juillet 2002  |
| (78309) Alessielisa                                                                                        | 5 août 2002      |
| (78453) Bullock                                                                                            | 3 septembre 2002 |
| (84118) Bracalicioci                                                                                       | 3 septembre 2002 |
| (84119) Sanitariitaliani                                                                                   | 3 septembre 2002 |
| (84120) Antonacci[2]                                                                                       | 4 septembre 2002 |
| (84339) Francescaballi                                                                                     | 2 octobre 2002   |
| (90278) Caprese[3]                                                                                         | 24 février 2003  |
| (95020) Nencini                                                                                            | 10 janvier 2002  |
| (95951) Ernestopalomba                                                                                     | 18 août 2003     |
| (99942) Apophis[4]                                                                                         | 19 juin 2004     |
| (111571) Bebevio[2]                                                                                        | 11 janvier 2002  |
| (112320) Danielegardiol[3]                                                                                 | 19 juin 2002     |
| (112337) Francescaguerra                                                                                   | 10 juillet 2002  |
| (112492) Annacipriani                                                                                      | 2 août 2002      |
| (113208) Lea                                                                                               | 5 septembre 2002 |
| (114735) Irenemagni                                                                                        | 24 avril 2003    |
| (250370) Obertocitterio                                                                                    | 12 octobre 2003  |
| (413666) 2005 VJ119                                                                                        | 7 novembre 2005  |
| 1. avec Andrea Boattini 2. avec Maura Tombelli 3. avec Mario Di Martino 4. avec Roy Tucker et David Tholen |                  |

## Récompenses et distinctions
L'astéroïde (27983) Bernardi lui est dédié.